# Sanilhac (Dordogne)
Pour les articles homonymes, voir Sanilhac.
Sanilhac [sanijak] est une commune française située dans le département de la Dordogne, en région Nouvelle-Aquitaine. Elle a été créée le 1er janvier 2017 sous le statut de commune nouvelle et regroupe les anciennes communes de Breuilh, Marsaneix et Notre-Dame-de-Sanilhac.

## Géographie

### Généralités
La commune nouvelle regroupe les communes de Breuilh, Marsaneix et Notre-Dame-de-Sanilhac, qui deviennent des communes déléguées le 1er janvier 2017. Son chef-lieu se situe à Notre-Dame-de-Sanilhac.
Avec près de 60 km2 de superficie, c'est la huitième commune la plus étendue de la Dordogne, ex æquo avec Rouffignac-Saint-Cernin-de-Reilhac.
| Carte des communes constitutives de Sanilhac. |

### Communes limitrophes
Sanilhac est limitrophe de dix autres communes, dont La Douze à l'est, par un quadripoint.
| Coulounieix-Chamiers, Coursac    | Périgueux | Boulazac Isle Manoire |
| Chalagnac, Église-Neuve-de-Vergt | Sanilhac  | La Douze              |
| Vergt                            | Salon     | Lacropte              |

### Géologie et relief

#### Géologie
Situé sur la plaque nord du Bassin aquitain et bordé à son extrémité nord-est par une frange du Massif central, le département de la Dordogne présente une grande diversité géologique. Les terrains sont disposés en profondeur en strates régulières, témoins d'une sédimentation sur cette ancienne plate-forme marine. Le département peut ainsi être découpé sur le plan géologique en quatre gradins différenciés selon leur âge géologique. Sanilhac est située dans le troisième gradin à partir du nord-est, un plateau formé de calcaires hétérogènes du Crétacé.
Les couches affleurantes sur le territoire communal sont constituées de formations superficielles du Quaternaire et de roches sédimentaires datant pour certaines du Cénozoïque, et pour d'autres du Mésozoïque. La formation la plus ancienne, notée c3(2), date du Coniacien indifférencié, composée de calcaires gréseux, sables et marnes à la base puis calcaires bioclastiques et calcaires crayeux et glauconieux ou calcaires à huîtres au sommet. La formation la plus récente, notée CFvs, fait partie des formations superficielles de type colluvions carbonatées de vallons secs : sable limoneux à débris calcaires et argile sableuse à débris. Le descriptif de ces couches est détaillé dans  les feuilles « no 782 - Mussidan » et « no 783 - Thenon » de la carte géologique au 1/50 000 de la France métropolitaine, et leurs notices associées,.

Carte géologique de Sanilhac.

#### Relief et paysages
Le département de la Dordogne se présente comme un vaste plateau incliné du nord-est (491 m, à la forêt de Vieillecour dans le Nontronnais, à Saint-Pierre-de-Frugie) au sud-ouest (2 m à Lamothe-Montravel). L'altitude du territoire communal varie quant à elle entre 85 mètres et 257 mètres.
Dans le cadre de la Convention européenne du paysage entrée en vigueur en France le 1er juillet 2006, renforcée par la loi du 8 août 2016 pour la reconquête de la biodiversité, de la nature et des paysages, un atlas des paysages de la Dordogne a été élaboré sous maîtrise d’ouvrage de l’État et publié en octobre 2020. Les paysages du département s'organisent en huit unités paysagères,. La commune fait partie du Périgord central, un paysage vallonné, aux horizons limités par de nombreux bois, plus ou moins denses, parsemés de prairies et de petits champs.
La superficie cadastrale de la commune publiée par l'Insee, qui sert de référence dans toutes les statistiques, est de 59,90 km2,.

### Hydrographie

#### Réseau hydrographique
La commune est située dans le bassin de la Dordogne au sein du Bassin Adour-Garonne. Elle est drainée par le Cerf et divers petits cours d'eau, dont plusieurs endoréiques, qui constituent un réseau hydrographique de 22 km de longueur totale,,,.
Le Cerf, d'une longueur totale de 15,37 km, prend sa source dans la commune de Boulazac Isle Manoire (territoire de l'ancienne commune d'Atur) et se jette dans l'Isle à Razac-sur-l'Isle. Il arrose le nord du territoire communal sur plus de trois kilomètres, dont environ la moitié en limite de Boulazac Isle Manoire et de Coulounieix-Chamiers.

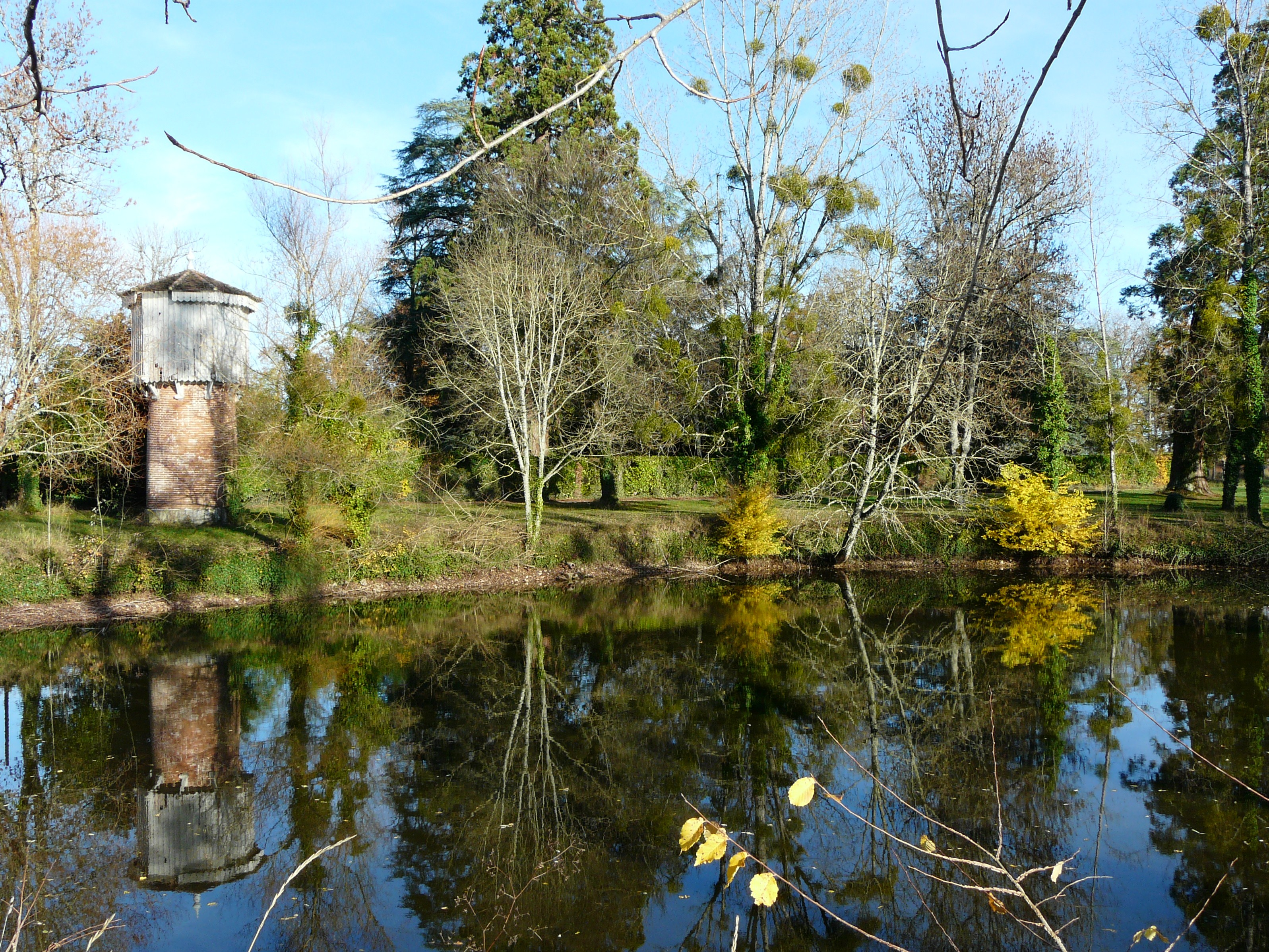
L'étang nord de Pouzelande, à Notre-Dame-de-Sanilhac.
Réseaux hydrographique et routier de Sanilhac.

#### Gestion et qualité des eaux
Le territoire communal est couvert par le schéma d'aménagement et de gestion des eaux (SAGE) « Isle - Dronne ». Ce document de planification, dont le territoire regroupe les bassins versants de l'Isle et de la Dronne, d'une superficie de 7 500 km2, a été approuvé le 2 août 2021. La structure porteuse de l'élaboration et de la mise en œuvre est l'établissement public territorial de bassin de la Dordogne (EPIDOR). Il définit sur son territoire les objectifs généraux d’utilisation, de mise en valeur et de protection quantitative et qualitative des ressources en eau superficielle et souterraine, en respect des objectifs de qualité définis dans le troisième SDAGE  du Bassin Adour-Garonne qui couvre la période 2022-2027, approuvé le 10 mars 2022.
La qualité des eaux de baignade et des cours d’eau peut être consultée sur un site dédié géré par les agences de l’eau et l’Agence française pour la biodiversité.

### Climat
Pour des articles plus généraux, voir Climat de la Nouvelle-Aquitaine et Climat de la Dordogne.
En 2010, le climat de la commune est de type climat océanique altéré, selon une étude s'appuyant sur une série de données couvrant la période 1971-2000. En 2020, Météo-France publie une typologie des climats de la France métropolitaine dans laquelle la commune est toujours exposée à un climat océanique altéré et est dans la région climatique Aquitaine, Gascogne, caractérisée par une pluviométrie abondante au printemps, modérée en automne, un faible ensoleillement au printemps, un été chaud (19,5 °C), des vents faibles, des brouillards fréquents en automne et en hiver et des orages fréquents en été (15 à 20 jours).
Pour la période 1971-2000, la température annuelle moyenne est de 12,4 °C, avec  une amplitude thermique annuelle de 15,2 °C. Le cumul annuel moyen de précipitations est de 918 mm, avec 12,5 jours de précipitations en janvier et 7,1 jours en juillet. Pour la période 1991-2020, la température moyenne annuelle observée sur la station météorologique la plus proche, située sur la commune de Coulounieix-Chamiers à 3 km à vol d'oiseau, est de 13,1 °C et le cumul annuel moyen de précipitations est de 912,2 mm,. Pour l'avenir, les paramètres climatiques de la commune estimés pour 2050 selon différents scénarios d’émission de gaz à effet de serre sont consultables sur un site dédié publié par Météo-France en novembre 2022.

## Urbanisme

### Typologie
Au 1er janvier 2024, Sanilhac est catégorisée commune rurale à habitat dispersé, selon la nouvelle grille communale de densité à 7 niveaux définie par l'Insee en 2022.
Elle est située hors unité urbaine. Par ailleurs la commune fait partie de l'aire d'attraction de Périgueux, dont elle est une commune de la couronne,. Cette aire, qui regroupe 49 communes, est catégorisée dans les aires de 50 000 à moins de 200 000 habitants,.

### Villages, hameaux et lieux-dits
Outre le quartier des Cébrades — en bordure sud de la ville de Périgueux — où se trouve la mairie et les bourgs de Breuilh, Marsaneix et Notre-Dame-de-Sanilhac proprement dits, le territoire se compose d'autres villages ou hameaux, ainsi que de lieux-dits détaillés sur cet article, sur celui-ci et sur celui-là.

### Prévention des risques
Le territoire de la commune de Sanilhac est vulnérable à différents aléas naturels : météorologiques (tempête, orage, neige, grand froid, canicule ou sécheresse), feux de forêts, mouvements de terrains et séisme (sismicité très faible). Il est également exposé à un risque technologique,  le transport de matières dangereuses. Un site publié par le BRGM permet d'évaluer simplement et rapidement les risques d'un bien localisé soit par son adresse soit par le numéro de sa parcelle.

#### Risques naturels
Sanilhac est exposée au risque de feu de forêt. L’arrêté préfectoral du 14 mars 2013 fixe les conditions de pratique des incinérations et de brûlage dans un objectif de réduire le risque de départs d’incendie. À ce titre, des périodes sont déterminées : interdiction totale du 15 février au 15 mai et du 15 juin au 15 octobre, utilisation réglementée du 16 mai au 14 juin et du 16 octobre au 14 février. En septembre 2020, un plan inter-départemental de protection des forêts contre les incendies (PidPFCI) a été adopté pour la période 2019-2029,.

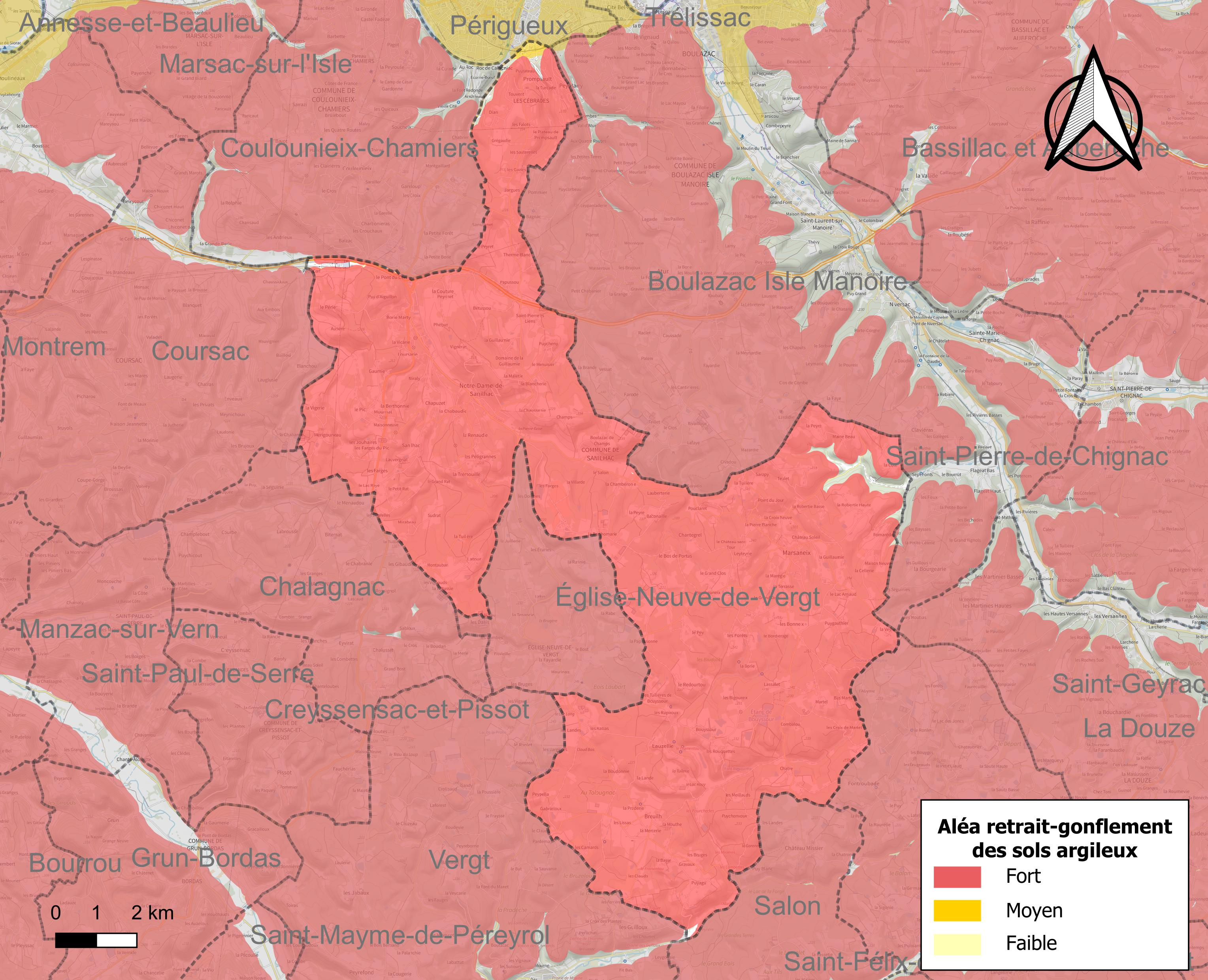
Carte des zones d'aléa retrait-gonflement des sols argileux de Sanilhac.

Les mouvements de terrains susceptibles de se produire sur la commune sont des tassements différentiels. Le retrait-gonflement des sols argileux est susceptible d'engendrer des dommages importants aux bâtiments en cas d’alternance de périodes de sécheresse et de pluie. 98,7 % de la superficie communale est en aléa moyen ou fort (58,6 % au niveau départemental et 48,5 % au niveau national métropolitain). Depuis le 1er octobre 2020, en application de la loi ÉLAN, différentes contraintes s'imposent aux vendeurs, maîtres d'ouvrages ou constructeurs de biens situés dans une zone classée en aléa moyen ou fort,.
La commune a été reconnue en état de catastrophe naturelle au titre des dommages causés par les inondations et coulées de boue survenues en 1982, 1983, 1986, 1993, 1999 et 2009.

## Toponymie
Il convient de se reporter aux articles consacrés aux anciennes communes fusionnées.

## Histoire
Sanilhac est une commune nouvelle créée le 26 septembre 2016 pour une prise d'effet au 1er janvier 2017.

## Politique et administration

### Rattachements administratifs et électoraux
La commune de Sanilhac dépend administrativement de l'arrondissement de Périgueux.
Sur le plan électoral, elle est partagée entre deux cantons : Périgord central (commune déléguée de Breuilh) et Isle-Manoire (communes déléguées de Marsaneix et Notre-Dame-de-Sanilhac), et dépend de la 4e circonscription législative.

### Intercommunalité
À sa création en 2017, elle est intégrée à la communauté d'agglomération Le Grand Périgueux.

### Communes fondatrices
| Nom                            | Code Insee | Intercommunalité   | Superficie (km2) | Population (dernière pop. légale) | Densité (hab./km2) |
| ------------------------------ | ---------- | ------------------ | ---------------- | --------------------------------- | ------------------ |
| Notre-Dame-de-Sanilhac (siège) | 24312      | Le Grand Périgueux | 25,79            | 3 137 (2016)                      | 122                |
| Breuilh                        | 24065      | Le Grand Périgueux | 10,26            | 275 (2016)                        | 27                 |
| Marsaneix                      | 24258      | Le Grand Périgueux | 23,85            | 1 103 (2016)                      | 46                 |

### Administration municipale
Pendant une période courant jusqu'au prochain renouvellement des conseils municipaux (prévu en 2020), le conseil municipal de la nouvelle commune est constitué de l'ensemble des conseillers municipaux des anciennes communes (vingt-trois pour Notre-Dame-de-Sanilhac, quinze pour Marsaneix et onze pour Breuilh, soit un total de quarante-neuf). Le maire de la nouvelle commune est élu début 2017. Les maires des anciennes communes deviennent maires délégués de celles-ci.
La population de la commune étant comprise entre 3 500 et 4 999 habitants au recensement de 2017, vingt-sept conseillers municipaux auraient dû être élus en 2020. Cependant, s'agissant du premier renouvellement du conseil municipal d'une commune nouvelle, le nombre de conseillers élus est celui de la strate supérieure, soit 29.

### Liste des maires
| Période      | Période  | Identité                 | Étiquette | Qualité                        |
| ------------ | -------- | ------------------------ | --------- | ------------------------------ |
| janvier 2017 |          | Jean-François Larenaudie | DVG       | Directeur de centre d'affaires |
| juillet 2020 | En cours | Jean-Louis Amelin        |           |                                |

### Jumelages
Trédarzec (Côtes-d'Armor) (France) depuis 2017.

## Équipements et services publics

### Santé
En juin 2024 s'est ouverte à Sanilhac une maison de santé universitaire pluriprofessionnelle (MSUP) qui regroupe trois médecins généralistes, un infirmier, un kinésithérapeute, un pédicure-podologue, une psychologue et deux sages-femmes.

### Justice
Dans le domaine judiciaire, Sanilhac relève : 
- du tribunal judiciaire, du tribunal pour enfants, du conseil de prud'hommes et du tribunal de commerce de Périgueux ;
- du pôle Nationalité du tribunal judiciaire de Périgueux (compétent uniquement dans le domaine de la nationalité) ;
- de la cour d'appel, du tribunal administratif et de la cour administrative d'appel de Bordeaux.

## Population et société

### Démographie
Les habitants de Sanilhac se nomment les Sanilhacois.
L'évolution du nombre d'habitants est connue à travers les recensements de la population effectués dans la commune depuis sa création.
En 2022, la commune comptait 4 720 habitants.
| 2017  | 2018  | 2019  | 2022  |
| ----- | ----- | ----- | ----- |
| 4 548 | 4 576 | 4 604 | 4 720 |

### Manifestations culturelles et festivités
- Fête de l'âne au mois de mai, chaque année depuis 2001 (19e édition en 2019[51]).
- Fête votive à Marsaneix fin août/début septembre, le premier week-end après la Saint-Gilles[52].
- À l'automne, « Sanilh'Art », fête de l'art (exposition de dessins, peintures, photographies, sculptures, …) dans le bourg de Notre-Dame-de-Sanilhac (24e édition en 2024)[53].
- En octobre, « Jazz à Notre-Dame » (9e édition en 2019 à Notre-Dame-de-Sanilhac[54]).
- Fin novembre, « Salon toutes collections » (monnaies, cartes postales, minéraux, vieux papiers, …) au bourg de Notre-Dame-de-Sanilhac (10e édition en 2023)[55].

## Économie

### Emploi
L'emploi est analysé ci-dessous selon qu'il affecte les habitants de Sanilhac ou qu'il est proposé sur le territoire de la commune.

#### L'emploi des habitants
En 2018, parmi la population communale comprise entre 15 et 64 ans, les actifs représentaient 2 143 personnes, soit 46,8 % de la population municipale. Il y avait 173 chômeurs, soit un taux de chômage de cette population active de 8,1 %.

#### L'emploi sur la commune
En 2018, la commune offrait 1 219 emplois pour une population de 4 576 habitants. Le secteur tertiaire prédomine avec 48,5 % des emplois mais le secteur administratif (administration publique, enseignement, santé, action sociale) est également très présent avec 27,4 %.
Répartition des emplois par domaines d'activité
|                     | Agriculture | Industrie | Construction | Commerce, transports et services | Administration publique, enseignement, santé, action sociale |
| ------------------- | ----------- | --------- | ------------ | -------------------------------- | ------------------------------------------------------------ |
| Nombre d'emplois    | 40          | 43        | 210          | 592                              | 334                                                          |
| Pourcentage         | 3,3 %       | 3,5 %     | 17,3         | 48,5 %                           | 27,4 %                                                       |
| Source des données. |             |           |              |                                  |                                                              |

### Établissements
Fin 2018, la commune comptait 158 établissements actifs employeurs, dont 84 au niveau des commerces, transports ou services, 41 dans la construction, 14 relatifs au secteur administratif, à l'enseignement, à la santé ou à l'action sociale, 11 dans l'agriculture, la sylviculture ou la pêche, et 8 dans l'industrie.

### Entreprises
Tous secteurs confondus parmi les entreprises de la Dordogne ayant leur siège social dans le département, la société Novabio (laboratoires d'analyses médicales), implantée à Sanilhac, se classe 43e, quant au chiffre d'affaires hors taxes en 2015-2016 avec 25 278 k€.
Dans le département, trois sociétés implantées à Sanilhac se classent parmi les cinquante premières de leur secteur d'activité quant au chiffre d'affaires hors taxes en 2015-2016 :
- dans le commerce, DSP 24 (supermarchés) se classe 36e avec 18 156 k€[61] ;
- dans les services[62] :
  - Novabio est 3e,
  - les établissements Virgo (services funéraires) sont 35e avec 3 774 k€.

## Culture locale et patrimoine
Il convient de se reporter aux articles consacrés aux anciennes communes fusionnées.

## Pour approfondir